# Triaenodes wannonensis
Triaenodes wannonensis là một loài Trichoptera trong họ Leptoceridae. Chúng phân bố ở miền Australasia.